# Виолински кључ
На почетку линијског система налази се музички знак који служи за тачно именовање нота. Зове се кључ (фр. и енгл. clef). Име кључа и његово место на линији у линијском систему даје исто име и ноти која се налази на тој линији.
Име кључа зависи од:
1. његовог облика
2. места где је написан у линијском систему

## Виолински или G-кључ
Виолински кључ или G-кључ (итал. chiave di violino, енгл. treble clef; фр. clé de sol) бележи се од друге линије и даје име ноти g¹ (сол у првој октави). Користи се за бележење високих тонова.
Од свих кључева, виолински кључ се данас највише употребљава. Користе га следећи музички инструменти: виолина; флаута, обоа, кларинет, саксофон, хармоника, труба, вибрафон, ксилофон, мандолина, блок-флаута, гитара; десна рука клавира и харфе; део удараљки.
Виолински кључ се користи и за вокалне гласове: сопран, мецосопран, алт, контраалт и тенор. Тенор звучи за октаву ниже од написаног, а често се пише употребом октав кључа.
|  | Понекад изнад или испод кључа пише број 8 или 8va. То значи да целу деоницу треба транспоновати за октаву навише - ако је број изнад кључа; за октаву наниже - ако је број испод кључа. |

## Писање нота по G-кључу
Виолински кључ служи за бележење нота у обиму од, рецимо, е (ми у малој октави) до негде а³ (ла у трећој октави) и више. Доњи нотни пример приказује забележене тонове у виолинском кључу у опсегу од а (ла у малој октави) до c³ (до у трећој октави):

## Који кључеви се данас употребљавају
Данас се користе три врсте кључева. Њихова имена су: 
1. G-кључ или виолински кључ
2. F-кључ или бас-кључ
3. C-кључеви или вокални кључеви (сопран, алт, тенор).

Ево како изгледају:
а)  алтовски кључ.
б)  тенорски кључ.
| Погледајмо како се једна иста нота c1 или до у првој октави бележи у поменута три кључа: |